# 別利科耶湖 (特維爾州)
57°2′0″N 36°35′0″E / 57.03333°N 36.58333°E
別利科耶湖（俄语：Великое），是俄羅斯的湖泊，位於該國西北部特維爾州，長11.7公里、寬5.4公里，面積32平方公里，海拔高度139米，湖岸線長度30.1公里，最大水深3.51米。